# Viļaka
Viļaka (ryska: Виляка) är en kommunhuvudort i Lettland.   Den ligger i kommunen Viļakas novads, i den östra delen av landet, 220 km öster om huvudstaden Riga. Viļaka ligger 97 meter över havet och antalet invånare är 1 525.
Terrängen runt Viļaka är platt, och sluttar österut. Runt Viļaka är det glesbefolkat, med 8 invånare per kvadratkilometer. Det finns inga andra samhällen i närheten. Omgivningarna runt Viļaka är en mosaik av jordbruksmark och naturlig växtlighet.